# Willem IV van Angoulême
Willem IV van Angoulême (overleden op 6 april 1028) was van 988 tot aan zijn dood graaf van Angoulême. Hij behoorde tot het huis Taillefer.

## Levensloop
Willem IV was de zoon van graaf Arnold II van Angoulême en diens eerste echtgenote Raingarde. 
In 988 volgde hij zijn vader op als graaf van Angoulême. Tijdens zijn vroege regeringsjaren was hij een loyale volgeling van zijn leenheer hertog Willem IV van Aquitanië, die hem in leen de burcht van Blaye schonk. Later was hij dan weer een bondgenoot van graaf Fulco III van Anjou, voor wie hij Taillebourg in Saintonge belegerde en verwoestte.  
Willem was eveneens de aanvoerder van een pelgrimsgezelschap bestaande uit hoge edelen. Dit gezelschap vertrok in oktober 1026 vanuit Angoulême via Hongarije en Constantinopel naar Jeruzalem, de stad die ze begin maart 1027 bereikten. Willem IV keerde reeds in juni of juli 1027 terug uit Angoulême. Toen hij in de winter van 1027 ernstig ziek werd, liet zijn zoon Alduin II meerdere vrouwen op verdenking van hekserij arresteren en folteren, om hen zo een bekentenis te dwingen. Toen Willem begin april 1028 op sterven lag, beval hij de vrijlating van de vrouwen. Nadat hij overleden en bijgezet was in de Abdij van Saint-Cybard, beval Alduin dat de vrouwen levend verbrand werden.

## Huwelijk en nakomelingen
Willem was gehuwd met Gerberga, dochter van graaf Godfried I van Anjou. Ze kregen volgende kinderen:
- Alduin II (overleden in 1032), graaf van Angoulême
- Godfried (overleden in 1048), graaf van Angoulême